# Мартін Крюїз
Мартін Крюїз (англ. Martin Crewes; народився 1968 року в Лондоні) — австралійський актор.

## Біографія
Народився в Англії, переїхав до Австралії, коли йому було 10 років, він навчався в Академії виконавських мистецтв Західної Австралії (WAAPA), в тій самій школі, де навчались Х'ю Джекман, Ліза МакКьюн і Френсіс О'Коннор.

## Фільмографія
- Оселя зла (2002)
- D.O.A.: Живим або мертвим (2006)
- Патрік (2013)

| Актор | Це незавершена стаття про актора. Ви можете допомогти проєкту, виправивши або дописавши її. |